# Neognata fåglar
Neognata fåglar, vetenskapligt namn Neognathae, är en infraklass som omfattar nästan alla idag förekommande fåglar. Den andra infraklassen, paleognata fåglar (Paleognathae), omfattar endast strutsar med släktingar: emuer, kivier, kasuarer, nanduer och tinamoer. Neognathae delas upp i de två överordningarna Galloanserae och Neoaves.
Idag finns det nästan 10 000 olika arter med neognata fåglar. De äldsta kända fossilen av denna grupp härstammar ifrån sen krita. Majoriteten av den neognata gruppen består av tättingar (Passeriformes). De neognata fåglarna har sammanvuxna mellanhandsben, ett förlängt tredje finger, och 13 eller färre ryggkotor. En skillnad mellan neognata och palaeognata fåglar är utformningen av käkbenet.